# 스페이스 가디언
《스페이스 가디언》(巨神战击队Space Deleter)은 《자이언트 세이버》의 후속작으로 2014년부터 2015년까지 방송된 중화인민공화국의 텔레비전 드라마이다. 우리나라에도 방영이 된 중국산특촬물이며 우리나라에선 투니버스와 재능방송에서 방영이 되었다

## 등장인물
- 딜런 (스페이스 가디언 레드)
- 레이첼 (스페이스 가디언 핑크)
- 제임스 (스페이스 가디언 블루)
- 윈슨 (스페이스 가디언 옐로우)
- 찰리 (스페이스 가디언 그린)
- 존 (스페이스 가디언 블랙)
- 마크 국장
- 엘비스
- 샤크
- 로치
- 애비

## 스페이스 가디언의 등장메카
- 솔라 세이버:마르스 로켓+ 비너스 새틀라이트+ 머큐리 트랙이 합체한 거대로봇으로 스페이스 가디언의 1호메카이다.

- 스타 세이버:스틸 드라이버+플라이 쉐도우가 합체한 거대로봇으로 스페이스 가디언의 2호메카이다.

- 우라노스 세이버:우리노스 전함에서 변신하는 거대로봇으로 스페이스 가디언의 3호메카이다.

- 갤럭시 세이버:솔라 세이버+스타 세이버가 합체한 거대로봇이다.

- 유니버스 세이버(얼티밋 합체):솔라 세이버+스타 세이버+우라노스 세이버가 합체한 초거대로봇으로 스페이스 가디언의 최종합체로봇이 된다.

## 이작품에 대한 평가
이작품은 중국에서 자이언트 세이버의 뒤를 이은 작품으로 아이들에게 인기있으며 우주를 배경으로 만들어진 특촬물이라 더욱 재미있는 중국산특촬물이다. 또한 자이언트 세이버의 로봇들처럼 완구로도 나왔다.